# Acrux

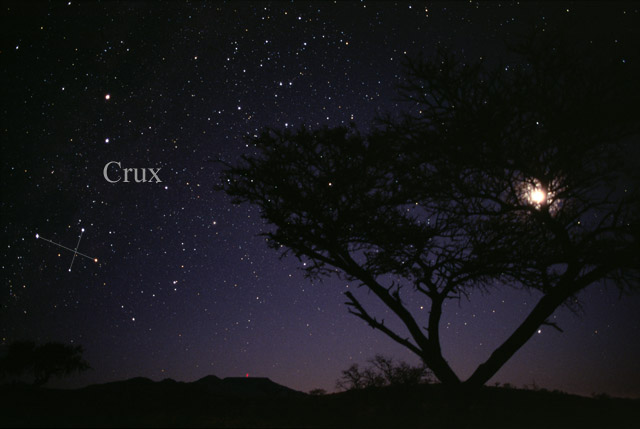
Acrux ist der hellste Stern im Sternbild Crux (ganz links).

Acrux ist der hellste Stern im Sternbild Kreuz des Südens (Crux) und der zwölfthellste des Himmels. Da er sehr weit im Süden liegt, erhielt er in den europäischen Kulturen keinen Eigennamen; die Bezeichnung Acrux ist einfach aus Alpha und Crux gebildet. In der Astronomie wird er systematisch als α Crucis oder kurz α Cru bezeichnet, entsprechend folgen Becrux und Gacrux.
Mit einer scheinbaren Helligkeit von 0,77 mag ist er der südlichste Stern erster Größe.
Tatsächlich handelt es sich dabei um ein Mehrfachsternsystem, das etwa 320 Lichtjahre vom Sonnensystem entfernt liegt. Die zwei optisch trennbaren Komponenten, α¹ Crucis und α² Crucis, weisen einen Winkelabstand von 4,29″ auf. α¹ Cru hat eine scheinbare Helligkeit von 1,3 mag, α² Cru von 1,6 mag. Beides sind heiße Sterne der Spektralklasse B, mit Oberflächentemperaturen von 28.000 K bzw. 26.000 K und einer Leuchtkraft von etwa dem 25000- bzw. 16000-fachen der Sonne. Eine Umkreisung dauert so lange, dass die Umlaufbewegung kaum auszumachen ist. Aus ihrem minimalen Abstand von 430 AE ergibt sie sich zu mindestens 1500 Jahren, ist vermutlich aber wesentlich länger.

α¹ Cru ist selbst ein spektroskopischer Doppelstern, von dessen Komponenten man die 14- bzw. 10-fache Sonnenmasse annimmt. Sie umkreisen einander in nur 76 Tagen bei einem Abstand von etwa 1 AE.
Ein weiterer Hauptreihenstern der Spektralklasse B5 V mit der Bezeichnung HR 4729 (oder HD 108250), der eine scheinbare Helligkeit von 4,8 mag besitzt, befindet sich in etwa 90″ Abstand von Acrux bei einem Positionswinkel von 202 Grad und weist dieselbe räumliche Bewegungsrichtung auf, daher könnte er gravitativ an das Acrux-System gebunden sein. Nach Messungen der Raumsonde Gaia ist er etwa 309 Lichtjahre (entsprechend einer Parallaxe von 10.5623 Millibogensekunden) von der Erde entfernt.
Die Massen der helleren Komponenten von α¹ Cru und α² Cru lassen darauf schließen, dass sie am Ende ihres Lebenszyklus als Supernova explodieren werden. Die schwächere Komponente von α¹ Cru könnte dagegen als weißer Zwerg enden.
Die IAU hat am 20. Juli 2016 den Eigennamen Acrux als standardisierten Eigennamen für α1 festgelegt. Dabei wird allerdings auch darauf hingewiesen, dass dieser Eigenname nur für dessen visuell hellere Komponente gültig ist. Die schwächere Komponente von α1 und der Stern α2 haben demnach keine Eigennamen.